# Instituto de Tecnologia Química e Biológica António Xavier
O Instituto de Tecnologia Química e Biológica António Xavier (ITQB NOVA) é um instituto de investigação científica e educação avançada localizado em Oeiras, Portugal. Foi fundado em 1986 pelo professor António Xavier, encontrando-se desde 1993 integrado na Universidade Nova de Lisboa. 
O instituto tem o seu foco principal de investigação nas áreas de Química e Biologia, áreas nas quais também oferece estágios, cursos de nível avançado, mestrados, doutoramentos e pós-doutoramentos.
O ITQB–António Xavier foi um dos primeiros Laboratório Associado desde 2001, junto com o Instituto de Biologia Experimental e Tecnológica (IBET), o Instituto Gulbenkian de Ciência (IGC) e o Centro de Estudos de Doenças Crónicas da Faculdade de Ciências Médicas da Universidade Nova de Lisboa (CEDOC).   Em 2013 com a extinção dos Laboratórios Associados, o ITQB NOVA passou a estar organizado em Unidades de Investigação: MostMicro (Unidade de Microbiologia Molecular, Estrutural e Celular), Green-it (Unidade de Biorecursos para a Sustentabilidade, com o IGC, IBET, INIAV e INSA) e Inova4Health (Unidade de Medicina Translacional, com o IBET, CEDOC, NMS e IPO)

## Investigação
A investigação no ITQB NOVA está organizada em 5 divisões: 
- Química
- Química Biológica
- Plantas
- Tecnologia
- Biologia